# Trigger (In Flames)
Trigger è un EP del gruppo melodic death metal svedese In Flames, pubblicato nel 2003.

## Tracce
1. Trigger (Single Edit) – 4:04
2. Watch Them Feed – 3:12
3. Land of Confusion (Genesis cover) – 3:22
4. Cloud Connected (Club Connected Remix) – 4:11
5. Moonshield (C64 Karaoke version) – 2:36

## Formazione
- Anders Fridén - voce
- Jesper Strömblad - chitarra
- Björn Gelotte - chitarra
- Daniel Svensson - batteria
- Peter Iwers - basso